# Donald Rutnam
Donald Ross „David” Rutnam (ur. 19 września 1902 w Kolombo, zm. 10 czerwca 1968 w Dulwich) – indyjski tenisista.
Startował 5 razy w Wimbledonie, najdalej dochodząc do 2 rundy gry pojedynczej i podwójnej.
W 1924 roku na igrzyskach olimpijskich w Paryżu wystartował w deblu, a jego partnerem był S. M. Hadi. W 1 rundzie mieli wolny los, w 2 wygrali z parą norweską Jack Nielsen–Conrad Langaard tym samym awansując do 3 rundy w którą przeszli walkowerem. W meczu ćwierćfinałowym ponieśli porażkę z Francuzami Jacquesem Brugnonem i Henrim Cochetem.